# Tim Sherwood
Timothy ("Tim") Alan Sherwood (Borehamwood, 6 februari 1969) is een Engels voetbalcoach en voormalig voetballer. Sherwood was een defensieve middenvelder en won in 1995 als aanvoerder de Premier League met Blackburn Rovers, waarvoor hij zeven seizoenen speelde.

## Spelerscarrière
Tim Sherwood begon zijn carrière bij Watford maar verliet Watford al na 32 wedstrijden voor Norwich City FC. Hij speelde opverschillende posities bij Norwich maar op het middenveld kwam hij het best tot zijn recht. In zijn periode bij Norwich speelde hij drie keer voor de Engelse nationale ploeg.
Kenny Dalglish haalde Sherwood naar Blackburn Rovers in februari 1992, maar hij belandde op de bank nadat hij uit vorm was geraakt. Sherwood begon seizoen 1992-93 in de Premier League in de basis als centrale aanvallende middenvelder. Sherwood werd captain van Blackburn Rovers doordat het ouderdomsdeken van de club, de 71-voudige Ierse international en centrale verdediger Kevin Moran, niet veel meer speelde. Hij is aanvoerder van Blackburn Rovers geweest toen het de Premier League titel won in 1995. Later speelde hij voor Tottenham Hotspur FC, waar hij nadien aan de slag ging als assistent-trainer.
Sherwood sloot zijn carrière af bij Portsmouth FC (2003–2004) en Coventry City FC (2005). Met Portsmouth promoveerde hij in 2003 naar de Premier League. Op 26 december 2003 liep Tim Sherwood als middenvelder van Portsmouth een open beenbreuk op ten gevolge van een tackle van de Argentijnse Tottenham-verdediger Mauricio Taricco, wat het einde van zijn loopbaan inluidde. Sherwood probeerde vergeefs herop te starten bij tweedeklasser Coventry.

## Interlandcarrière
Sherwood kwam in 1990 uit voor het Engels voetbalelftal onder 19. Vier jaar later maakte hij zijn debuut bij Engeland onder 21. In 1999 speelde hij drie A-interlands.
| Interlands van Tim Sherwood voor Engeland | Interlands van Tim Sherwood voor Engeland | Interlands van Tim Sherwood voor Engeland | Interlands van Tim Sherwood voor Engeland | Interlands van Tim Sherwood voor Engeland | Interlands van Tim Sherwood voor Engeland |
| No.                                       | Datum                                     | Wedstrijd                                 | Uitslag                                   | Competitie                                |                                           |
| ----------------------------------------- | ----------------------------------------- | ----------------------------------------- | ----------------------------------------- | ----------------------------------------- | ----------------------------------------- |
| 1                                         | 27 maart 1999                             | Engeland – Polen                          | 3–1                                       | EK 2000 kwalificatie                      |                                           |
| 2                                         | 28 april 1999                             | Hongarije – Engeland                      | 1–1                                       | Vriendschappelijk                         |                                           |
| 3                                         | 5 juni 1999                               | Engeland – Zweden                         | 0–0                                       | EK 2000 kwalificatie                      |                                           |

## Trainerscarrière
Sherwood was interim-coach van Tottenham Hotspur FC na het ontslag van de Portugees André Villas-Boas. Op 23 december 2013 werd bekendgemaakt dat Sherwood voor 1,5 jaar trainer zou worden van de "Spurs". Hij werd er op 13 mei 2014 ontslagen. Op zaterdag 14 januari 2015 maakte Aston Villa bekend hem te hebben aangesteld als opvolger van de ontslagen Paul Lambert. Na een beroerde start van het seizoen 2015/16 werd Sherwood op 25 oktober ontslagen door de clubleiding, daags na de 2-1-thuisnederlaag tegen Swansea City. Aston Villa bezette op dat moment de 20ste en laatste plaats in de Premier League.

## Erelijst
Blackburn Rovers
- Premier League

1994/95
 Portsmouth
- Football League First Division

2002/03